# Isabel Macías
Pour les articles homonymes, voir Macias et Chow.
Isabel Macías Chow (née le 11 août 1984 à Saragosse) est une athlète espagnole, spécialiste du demi-fond.

## Biographie
elle remporte la médaille d'argent du 1 500 mètres lors des Championnats d'Europe en salle 2013, à Göteborg. Elle s'incline de près de dix secondes face à la Suédoise d'origine éthiopienne Abeba Aregawi.

## Palmarès
| Date | Compétition                       | Lieu      | Résultat | Épreuve | Temps         |
| ---- | --------------------------------- | --------- | -------- | ------- | ------------- |
| 2006 | Championnats ibéro-américains     | Ponce     | 1re      | 1 500 m | 4 min 21 s 65 |
| 2011 | Championnats d'Europe en salle    | Paris     | 5e       | 1 500 m | 4 min 15 s 76 |
| 2011 | Championnats d'Europe par équipes | Stockholm | 9e       | 800 m   | 2 min 03 s 49 |
| 2012 | Championnats du monde en salle    | Istanbul  | 6e       | 1 500 m | 4 min 22 s 40 |
| 2012 | Championnats d'Europe             | Helsinki  | 5e       | 1 500 m | 4 min 11 s 12 |
| 2013 | Championnats d'Europe en salle    | Göteborg  | 2e       | 1 500 m | 4 min 14 s 19 |

## Records
| Épreuve   | Épreuve | Performance   | Lieu      | Date            |
| --------- | ------- | ------------- | --------- | --------------- |
| Plein air | 800 m   | 2 min 03 s 49 | Stockholm | 18 juin 2011    |
| Plein air | 1 500 m | 4 min 04 s 84 | Paris     | 6 juillet 2012  |
| Salle     | 800 m   | 2 min 04 s 01 | Séville   | 11 février 2011 |
| Salle     | 1 500 m | 4 min 08 s 80 | New York  | 11 février 2012 |